# Ptolemaios XII

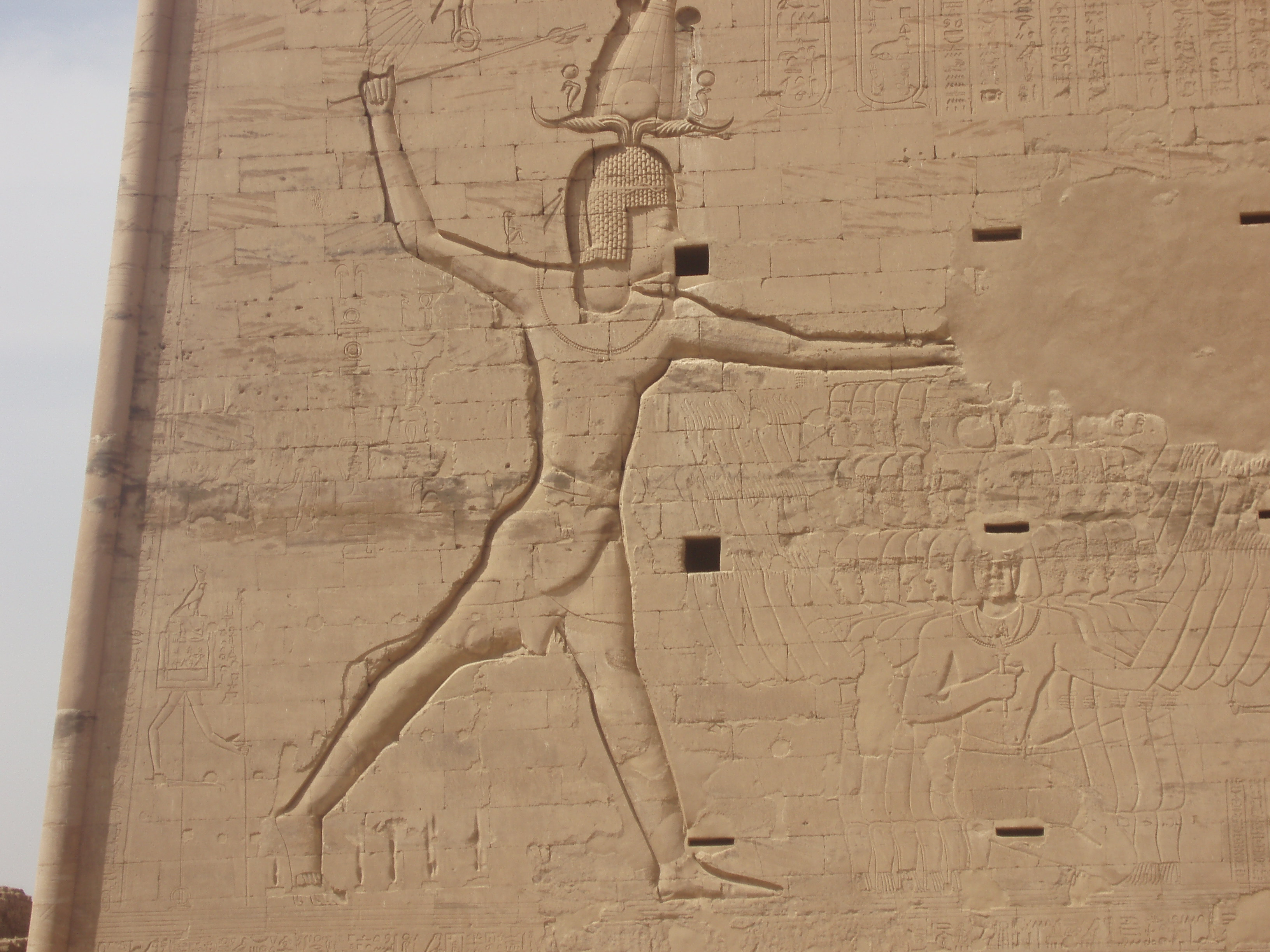
Ptolemaios XII. Relief i templet i Idfu.

Ptolemaios XII Neos Dionysos Theos Filopator Theos Filadelfos, född 117, död 51 f.Kr., var son till Ptolemaios IX och far till den i historien berömda Kleopatra VII, Julius Caesars älskarinna. Vem hans mor var är okänt. 
Han regerade Egypten mellan 80 f.Kr. och 58 f.Kr., då han störtades av sin dotter Berenike IV. Genom mutor till den romerske guvernören i Syrien, Aulus Gabinius, återvände han med romerskt stöd 55 f.Kr. och lät avrätta Berenike. 
Han regerade därefter i samråd med sin dotter Kleopatra VII till sin död 51 f.Kr.. 
Han var gift med Kleopatra V, som möjligen var samma person som Kleopatra VI (som i annat fall var hans dotter). 
Barn
1. Berenike IV Epiphaneia
2. Kleopatra VII Philopator
3. Arsinoe IV
4. Ptolemaios XIII Theos Philopator
5. Ptolemaios XIV